# Christian Zinck
Christian Zinck (13. august 1807 i Sejlflod, Aalborg – 31. januar 1883 i Aalborg) var en dansk smed, som grundlagde Godthåb Hammerværk i 1858. Han var gift med Ane Zinck, med hvem han fik Niels Zinck.
Han var søn af en tysker, der var i Danmark for at lede et kanalbyggeri i Sejlflod.
Han er begravet på Almen Kirkegård i Aalborg.